# Новак, Ференц
Фе́ренц Но́вак (венг. Novák Ferenc, р. 13 июля 1969 года) — венгерский гребец, специалист в гребле на каноэ. Олимпийский чемпион Игр в Сиднее 2000 года, многократный чемпион мира и Европы.
Ференц Новак родился 13 июля 1969 года в Будапеште. Начал свою карьеру в 1982 году. На международных соревнованиях выступал с начала 90-х годов. За карьеру выступал как на каноэ-двойках, так и на каноэ-четвёрках (неолимпийская дисциплина). Трёхкратный чемпион мира в составе каноэ-четвёрки (1993, 1994, 2003 года), трижды на чемпионатах мира выигрывал серебро — в 1994 и в 1999 годах на каноэ-двойке и в 1995 году на каноэ-четвёрке.
Крупнейший успех в карьере пришёл к нему в 2000 году, когда он вместе с Имре Пулаи победил на Олимпийских играх в Сиднее в каноэ-двойках. В 2006 году объявил о завершении карьеры.